# Битка за Гвам (1941)
Прва битка за Гвам (енгл. Battle of Guam), вођена од 10. до 12. децембра 1941, била је јапанска победа током рата на Пацифику.

## Позадина

### Географија
Гвам је острво у западном делу Тихог океана, у групи Маријанских острва, која су део Микронезије. Претежно је коралног порекла, површине 534 km², на северу низија, а на југу вулкански брежуљци висине до 406 м надморске висине. Већи део обале прате корални спрудови, прекидани местимично мноштвом острваца, па је приступ обали отежан. Клима је тропска, са максималним падавинама у време монсуна од јула до октобра. Северни и источни део острва прекривен је тропском прашумом, а јужни травом.

### Стратегијски значај
Гвам је открио Магелан 1521. године, и од 1565. до 1898. био је под влашћу Шпаније. После шпанско-америчког рата 1898. припао је САД. Гвам је био важна раскрсница поморског и ваздушног саобраћаја између САД, Хаваја и Филипина: и поред веома повољног стратегијског положаја у односу на Филипине и југоисточну Азију, Американци до Другог светског рата нису на Гваму изградили никакво поморско ни ваздухопловно упориште. Главни град острва био је Агања, а главна лука Апра. Изградња аеродрома на полуострву Ороте започета је тек крајем 1941.
Оближња Маријанска острва Сајпан и Тинијан северно од Гвама била су под влашћу Јапана од 1914. године.

## Битка
Непосредно пред јапански напад, у водама Гвама су се налазила свега 3 мала америчка патролна брода, а посаду острва чинила је група од нешто преко 650 америчких војника, без иједног артиљеријског оруђа. Стога су Јапанци у муњевитом продору у југоисточну Азију лако овладали Гвамом.
После дводневног ваздушног бомбардовања са база на острву Сајпан, на острво се 10. децембра 1941. искрцао јапански одред јачине око 5.500 људи под командом адмирала Аритомо Готоа, најпре код Агање, а потом и код Орота. После краткотрајног отпора, амерички гувернер предао је острво већ 12. децембра.

## Последице
Јапанци су одмах приступили изградњи поморске и довршењу ваздухопловне базе, које су играле важну улогу у рату на Пацифику, нарочито током битке за Маријанска острва (1944).